# Adam Wong
Pour les articles homonymes, voir Wong.
Adam Wong (né le 29 mars 1985 à Calgary) est un gymnaste canadien.